# Melkers krogakut
Melkers krogakut var ett svenskt TV-program som sändes i TV4 2005, där "kändiskocken" Melker Andersson åkte runt till diverse restauranger och försökte hjälpa dem att lösa problemen. Programserien var inspirerad av Ramsay's Kitchen Nightmares (på svenska kallad Elake kocken) med stjärnkocken Gordon Ramsay, som sänts av brittiska Channel 4.